# スローンラット
『スローンラット』は、胡桃ちのによる日本の漫画作品。『まんがライフWIN』（竹書房）にて2023年11月24日より連載中。

## あらすじ
あの世とこの世をつなぐ小さな宿“スローンラット”。笑顔でおもてなしするクティと、料理上手なゾディアックが、お客様の心にそっと寄り添います。

## 登場キャラクター
クティ
あの世とこの世の境にある不思議なcafé宿「スローンラット」で接客を担当。愛らしいルックスとは裏腹に、毒舌で辛口な一面も。気まぐれで自由奔放な性格だが、不思議と人を惹きつける魅力がある。
ゾディアック
「スローンラット」の厨房を任される料理人で、冷静沈着な常識人。暴走しがちなクティをさりげなくフォローするお目付け役でもある。落ち着いた雰囲気と料理の腕前で、宿に訪れる客の心を癒す存在。

## 書誌情報
- 胡桃ちの 『スローンラット』 竹書房〈バンブーコミックス WINセレクション〉、既刊1巻（2025年2月17日現在）
  1. 2025年2月17日発売[4]、ISBN 978-4-8019-8569-8